# Ultjer
Ultjer, tidigare kallade manguner, är ett cirkumpolärt folk som bor längs Amurfloden. År 2002 var populationen ca 2900 personer. Ultjerna försörjde sig huvudsakligen på fiske och jakt av vilt. Språket är ett sydtungusiskt språk, från den altaiska språkfamiljen och gruppen av manchu-tungusspråk. Omkring 1000 talare anses leva idag.